# Acacia crassifolia
Acacia crassifolia é uma espécie de leguminosa do gênero Acacia, pertencente à família Fabaceae.